# برج التجاري
برج التجاري هو ناطحة سحاب تقع في وسط مدينة فرانكفورت، ألمانيا. بعد أن كانت في عام 1997 كما أنها تحتل المرتبة أطول مبنى في أوروبا حتى عام 2005 عندما حصل على تجاوزتها انتصار - قصر في موسكو. البرج هو اثنان فقط من متر طولا برج المعرض وهو الموجود أيضا في فرانكفورت. وقد برج المعرض هو أطول بناء في أوروبا قبل البناء للبرج التجاري.
مع ارتفاع 259 متر، 56 القصص، وهو يوفر 121000 متر مربع من المكاتب لمقر التجاري، بما في فصل الشتاء والحدائق والاناره الطبيعية والجوية في التداول. إشارة الضوء على قمة البرج يعطي البرج مجموعة من الطول 300،1 متر.

## وصلات خارجية
- برج التجاري على emporis.com